# 三輪裕子
三輪 裕子（みわ ひろこ、1951年11月6日 - ）は、日本の児童文学作家。
日本児童文学者協会会員。

## 来歴
東京都出身。東京学芸大学教育学部卒業。その後2年間練馬区立大泉学園小学校で教師をする。
1982年、「子どもたち山へ行く」で第23回講談社児童文学新人賞受賞。同作品を改稿、「ぼくらの夏は山小屋で」と改題し刊行、1987年野間児童文芸新人賞（受賞当時は野間児童文学推奨作品賞）を受賞する。1989年「パパさんの庭」で野間児童文芸賞受賞。2010年、「優しい音」で新美南吉児童文学賞受賞。

## 著作

### 絵本
- 『けやきの木の下で』（鈴木まもる絵、PHP研究所） 1994年5月　ISBN 4569588867

### 児童書
中学年向き
- 『自転車でいこう!』（風川恭子絵、あかね書房） 1996年4月　ISBN 4251040554
- 『ブルートレインでいこう!』（風川恭子絵、あかね書房） 1997年3月　ISBN 4251040619
- 『サイクリングキャンプにいこう!』（風川恭子絵、あかね書房） 1998年2月　ISBN 4251040643
- 『バアちゃんと、とびっきりの三日間』（山本祐司絵、あかね書房） 2008年6月　ISBN 978-4251044051
- 『岳ちゃんはロボットじゃない』（福田岩緒絵、佼成出版社） 2013年11月　ISBN 978-4333026272
- 『逆転! ドッジボール』（石山さやか絵、あかね書房） 2016年6月　ISBN 978-4251044259
- 『ぼくらは鉄道に乗って』（佐藤真紀子絵、小峰書店） 2017年1月　ISBN 978-4338308021

中・高学年向き
- 『ぼくらの夏は山小屋で』（ふりやかよこ絵、講談社） 1986年8月　ISBN 4061190997
- 『峠をこえたふたりの夏』（中村悦子絵、あかね書房） 1991年7月　ISBN 4251061470
- 『真夜中の誕生』（中村悦子絵、あかね書房） 1995年1月　ISBN 4251061527
- 『チイスケを救え!』（ゆーちみえこ絵、国土社） 2006年4月　ISBN 4337330550

高学年向き
- 『緑色の休み時間』（いせひでこ絵、講談社） 1988年4月　ISBN 4061956051
- 『パパさんの庭』（黒井健絵、講談社） 1989年7月　ISBN 4061956213
- 『雪山のひみつ基地』（ふりやかよこ絵、講談社） 1989年12月　ISBN 4061956353
- 『花の館に』（いせひでこ絵、講談社） 1991年5月　ISBN 4061956442
- 『森のホワイトクリスマス』（中村悦子絵、あかね書房） 1992年11月　ISBN 4251061500
- 『神さまの木』（浜田桂子絵、講談社） 1993年4月　ISBN 4061956612
- 『汽車にのって』（中釜浩一郎絵、講談社） 1996年11月　ISBN 4061956884
- 『地平線にむかって』（佐竹美保絵、小峰書店） 1997年5月　ISBN 433810709X
- 『最後の夏休み』（佐藤眞紀子絵、あかね書房） 1999年11月　ISBN 4251041828
- 『卒業旅行は北国へ』（伊藤秀男絵、ポプラ社） 2004年4月　ISBN 4591081060
- 『あの夏、ぼくらは秘密基地で』（水上みのり絵、あかね書房） 2010年10月　ISBN 978-4251044082
- 『ぼくらは、ふしぎの山探検隊』（水上みのり絵、あかね書房） 2011年10月　ISBN 978-4251044112
- 『鳥海山の空の上から』（佐藤真紀子絵、小峰書店） 2014年11月　ISBN 978-4338250146
- 『星空の約束』（森雅之絵、あかね書房） 2022年10月　ISBN　978-4-251-04483-9

高学年・中学生向き
- 『太古の森へ』（川村みづえ絵、小峰書店） 2001年9月　ISBN 4338174048
- 『きっとどこかの空の下で』（川村みづえ絵、小峰書店） 2006年5月　ISBN 4338144157
- 『優しい音』（せきねゆき絵、小峰書店） 2009年12月　ISBN 978-4338224093

### アンソロジー
「」内が三輪裕子の作品
- 『夜の翼 ファンタジーの宝石箱 ショートファンタジーストーリーVol,2』（全日出版） 2004年9月 ISBN 4861360374

「不思議なおじさん」
- 『本は友だち 6年生』（偕成社） 2005年3月　ISBN 403924060X

「初めの一歩が踏みだせなくて エッセイ・六年生のころ」